# Cergy
Cergy är en kommun i departementet Val-d'Oise i regionen Île-de-France i norra Frankrike. Kommunen är chef-lieu över 2 kantoner som tillhör arrondissementet Pontoise. År 2022 hade Cergy 69 578 invånare.
Cergy räknas normalt till Paris förstäder. Den är sammanväxt med grannorten Pontoise genom en på 1970-talet uppförd modernistisk universitetsstad, oftast kallad Cergy-Préfecture, som idag hyser flera av Frankrikes främsta forskningsinstitutioner samt ett flertal företag och myndigheter.

## Befolkningsutveckling
Antalet invånare i kommunen Cergy
| Referens: INSEE |

## Utbildning
- ESSEC Business School